# LEOエクスプレス480系電車
LEOエクスプレス480系電車は、シュタッドラー・FLIRTシリーズの5編成からなるチェコの車両形式である。5編成をチェコの鉄道会社LEOエクスプレスが購入し、2012年9月よりプラハ - オストラヴァ - ボフミーン間で運行している。

## 概要
既に2010年10月には、LEOエクスプレスがインターシティ用シュタッドラー・FLIRTの電車5編成をスイスのシュタッドラー・レール社から購入する契約を締結し、プラハ - オストラヴァのルートに導入することが発表されていた。
最初の編成が2012年3月に、2012年12月までに全編成が納入され、まだEMC測定中にあったにもかかわらず、運行可能車としてチェコ共和国に承認された。列車はハンガリーとポーランドで製造され、2011年春に制作が始まった。設備の内装に重点が置かれ、2つのクラスやインターネット接続などが設けられた。車両は黒地に金と白のストライプが入った塗装となった。
全5編成の価格は15億コルナ（約75億円）を上回った。1席あたりでは、チェコ鉄道のペンドリーノ680系が190万コルナ（約900万円）だったのに対し、本系列は126万コルナ（約600万円）であった。入金は、低金利故に選ばれたクレディ・スイスが行い、返済は7年から10年かけて行われる。
シュタッドラー・FLIRT5編成のうち最初の編成は、ポーランドのシェドルツェで組み立てられ、車両番号は480.001-007が割り当てられ、2012年2月の最初にLEOエクスプレスに納入された。チェコ鉄道より、これらの車両に480系の系列番号が与えられた。最初の編成にはチェコの車両番号480.001が与えられ、2012年5月22日にチェコに到着し、2012年5月24日にツェルヘニツェ鉄道テストコースにて公衆に公開された。2012年5月18日に会社は次の編成を購入した。2012年10月12日には、LEOエクスプレス社の共用路線で既に試験運行を始めていた。

## 技術仕様と設備
各編成の車両の床は90%がホームと同じ高さである。また、国際運行対応編成は、狭い片開きのドアしか無く3両目は入口のドアが無い。全ての5両編成はトイレを3つ備え、うち1つは車いす対応で子供用の台を備えている。洗浄方式は水洗式。車内は冷房つきである。
1編成のうち4両はエコノミー車に該当し、車内に212席の布地椅子「ボルツァド・コンフォルト」 (4本足) を備え、配置は大部分が2+2列、2席が車いす用で介助者用座席つき、5席がベビーカー用である。元々は、ノルウェーの列車の様に、進行方向に沿って回転する座席が考えられていたが、省コストの観点で、また清掃コストを安くできる、車両の側に固定された座席が採用された。座席の広さは45 cm、シートピッチは92 cmで、収納可能なフットレストを備えている。座席のメーカはフリチョヴィツェのボルツァド有限会社である。収納式テーブルにはノート用の枠があり、アームレストと電気コンセントを備えている。2人席には3つの幅50 mmのひじ掛けがある。一部の座席は4人用に配置されており、収納式テーブルの場所は中央のテーブルになっている。
編成の1両目にはビジネスクラスがあり、皮地の転換可能なボルツァド・コンフォルト座席19席からなり、主に2+1席の配置で、シートピッチは1025 mm、幅500 mm、高さ1240 mm、深さ482 mmとなっている。各席の両側には幅80 mmのひじ掛けがあり、アクセサリ類も備えている。プレミアクラスは転換可能なボルツァド・エクセレント座席6席からなり、腰位置を調整可能、頭当てが柔らかい布張り、読書灯つき、横に折り畳みテーブルあり、曲がるフットレストを備えている。
車内の情報システムとインターネットのインフラはノマド・デジタル社によって提供された。システムは実際の列車運行、発注、車内でのサービス電子決済の情報を提供する。中央放送アンテナと車両中央にある受信器は、GSM、UMTS、CDMA、LTEの各インターネット回線に接続可能で、列車中央にはイーサネットがあり、各車両のWi-fiアンテナと接続されている。
編成の塗装は、コーポレートカラーの黒地に金色のストライプである。